# Godswill Ekpolo
Elohor Godswill Ekpolo (Benin City, Edo, Nigèria, 14 de maig de 1995) esportivament conegut com a Elohor Godswill, és un futbolista nigerià que juga com a lateral dret, actualment milita a l'Apollon Limassol.